# Cancasque
Cancasque es un distrito del departamento de Chalatenango, El Salvador. Tiene una población estimada de 1 907 habitantes para el año 2024.
| Censo | Población | Cambio | Porcentaje |
| ----- | --------- | ------ | ---------- |
| 2007  | 1 751     | N/D    | N/D        |
| 2024  | 1 907     | 156    | 8.9%       |

## Historia
Cancasque es pueblo precolombino lenca. Según el Intendente don Antonio Gutiérrez y Ulloa, para 1807 era una importante "aldea de ladinos", cuyas familias se sostenían del cultivo de añil y maíz. Perteneció al departamento de San Salvador entre 1824 y 1835, posteriormente a Cuscatlán (1835-1855) y por último a Chalatenango. Para 1890 tenía 1.380 habitantes. 

## Información general
El distrito cubre un área de 35,92 km² y la cabecera tiene una altitud de 230 m s. n. m. Las fiestas patronales se celebran en el mes de marzo en honor a San José. El topónimo Lenca salvadoreño Cancasque tiene el significado de "Altar del sacrificio" o "La piedra del sacrificio".